# Perspektywa powietrzna

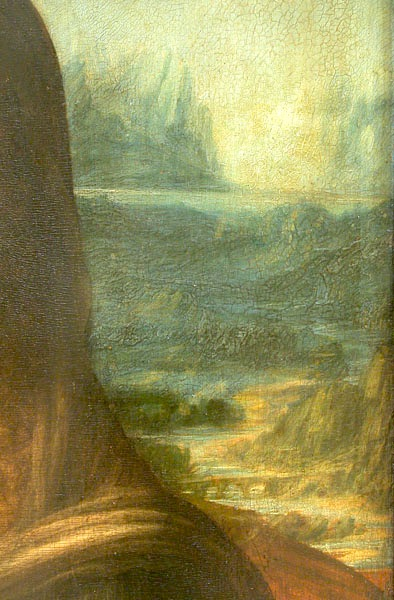
Fragment obrazu Leonarda da Vinci Mona Lisa

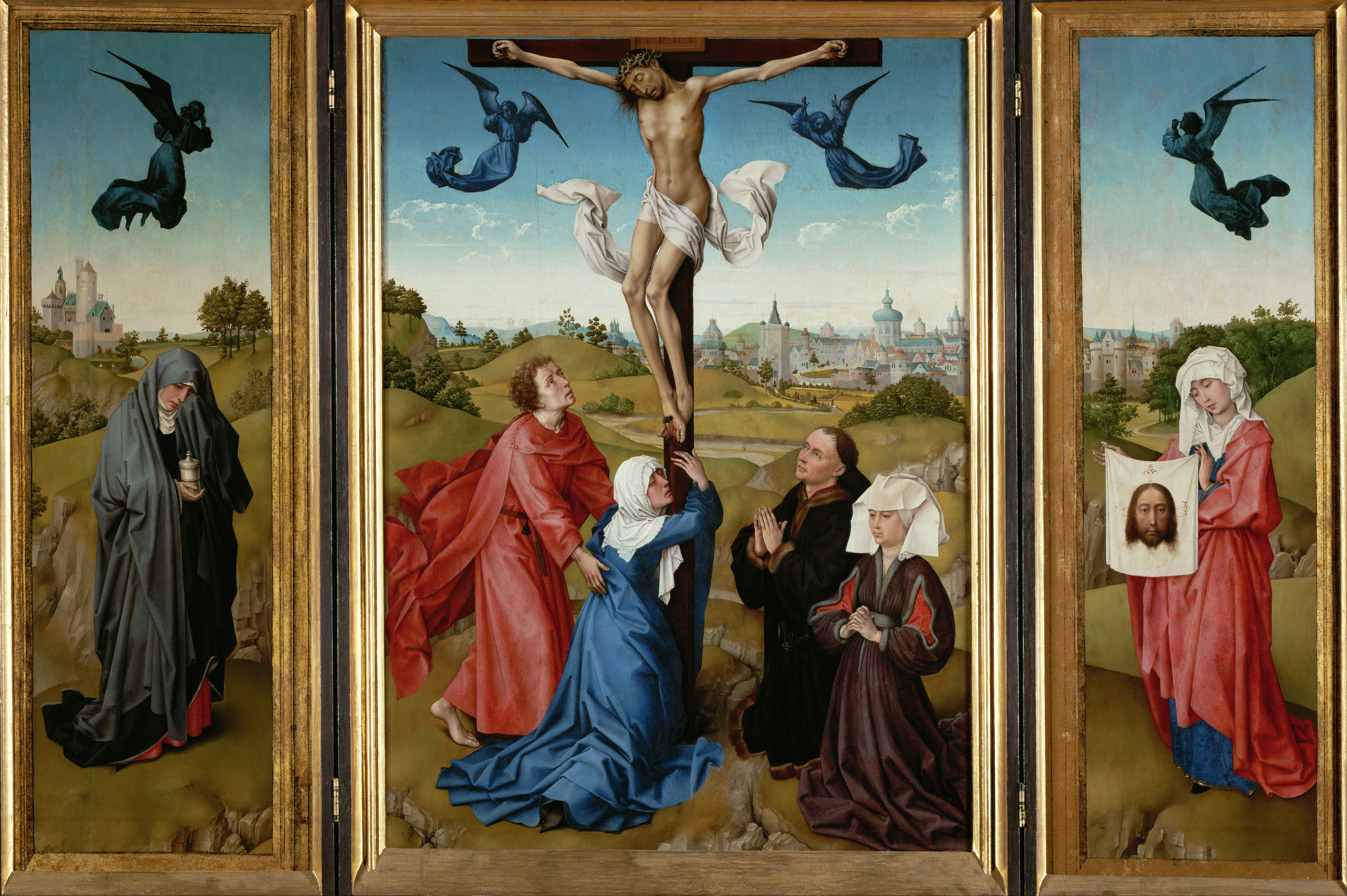
Wczesny przykład perspektywy powietrznej na linii horyzontu. Rogier van der Weyden, tryptyk "Ukrzyżowanie".

Perspektywa powietrzna – technika malarska, która służy zwiększeniu iluzji głębi.
Przestrzeń wpływa na odbiór tonów i kolorów. W miarę oddalania się w kierunku horyzontu zwiększa się warstwa powietrza między obiektem a obserwującym. Wraz ze zwiększaniem się odległości tony i barwy stają się jaśniejsze, bardziej niebieskawe, a kształty przedmiotów stają się mniej wyraźne, jakby zamglone.
Jej stosowania można dopatrzeć się już w starożytności (malowidła ścienne w Pompejach). Wyraźnie obecna jest w malarstwie niderlandzkim XV w. W renesansie problemem zajmowali się mistrzowie włoscy Filippo Brunelleschi, Leone Battista Alberti, Piero della Francesca oraz Leonardo da Vinci. Większość prac Leonarda da Vinci zawiera perspektywę powietrzną. Jej brak w obrazach (np. Dama z gronostajem) budził u niektórych historyków sztuki wątpliwości co do ich autorstwa.

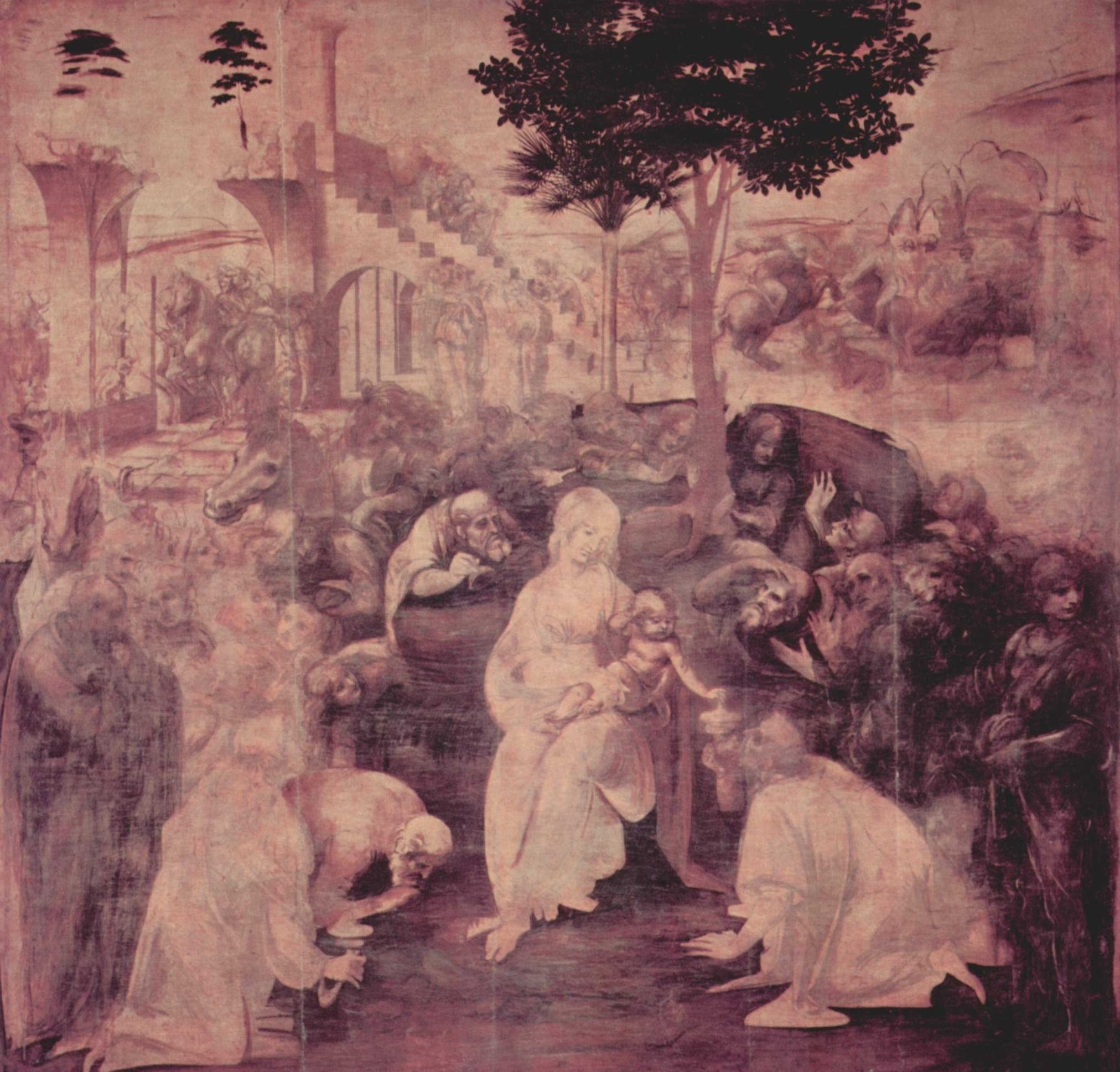
Pokłon Trzech Króli
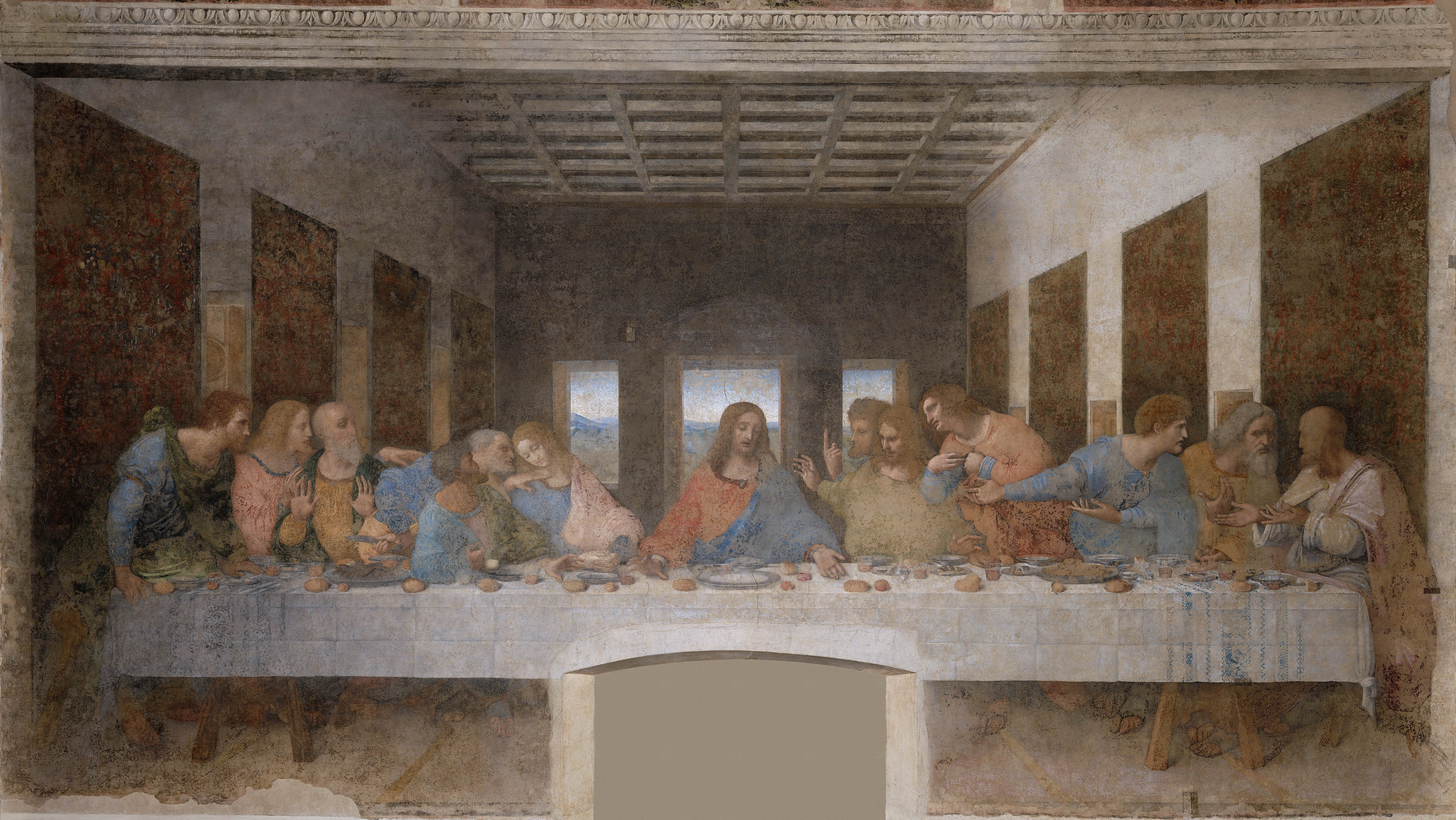
Ostatnia wieczerza
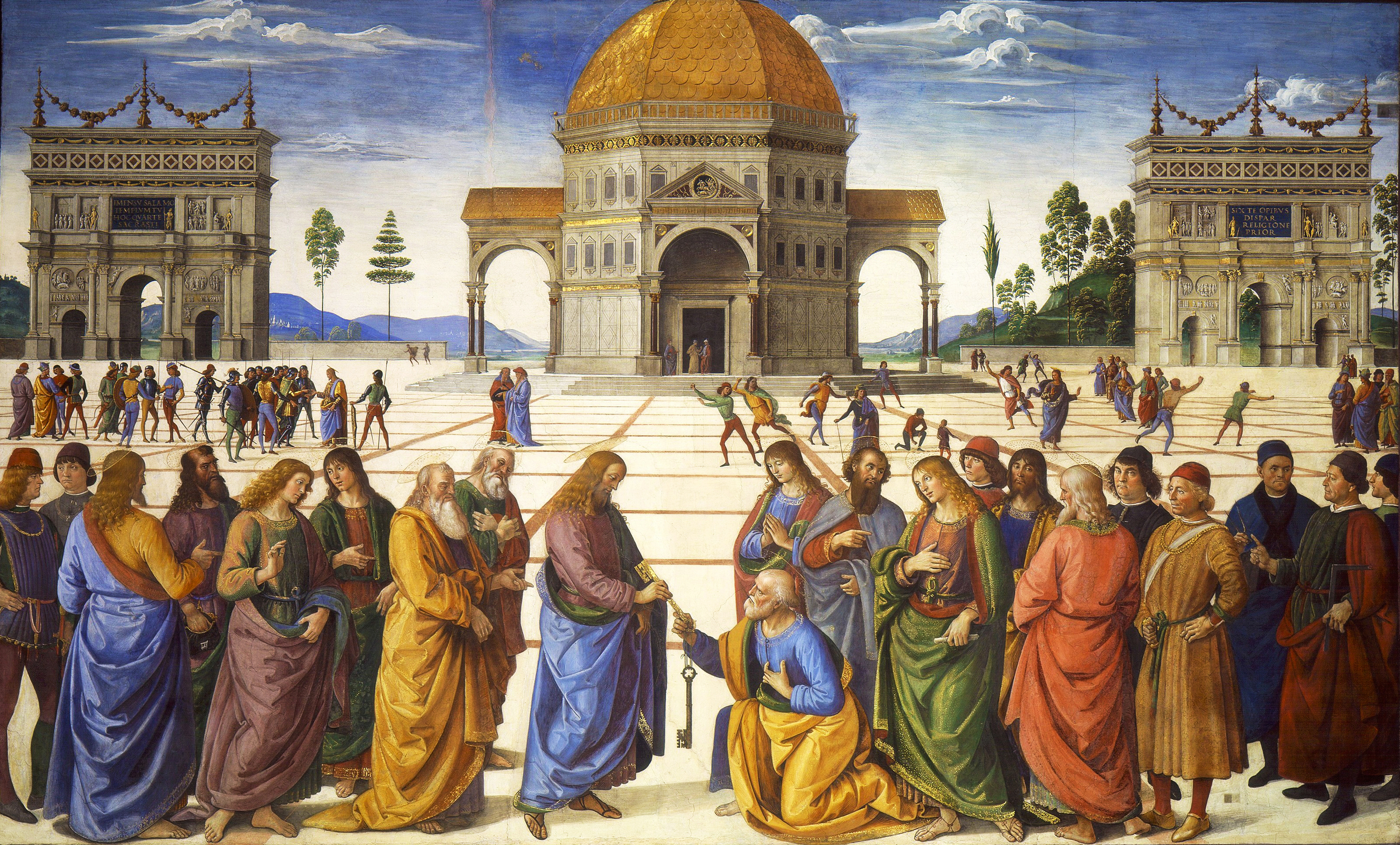

Perspektywa powietrzna występuje też w fotografii. Na zdjęciach pierwszy plan zawsze wydaje się ciemniejszy od kolejnych, przez co powstaje wrażenie głębi obrazu.